# Gastrops niger
Gastrops niger är en tvåvingeart som beskrevs av Samuel Wendell Williston  1897. Gastrops niger ingår i släktet Gastrops och familjen vattenflugor. Inga underarter finns listade i Catalogue of Life.